# Soudak
Soudak (en ukrainien et en russe : Судак ; en grec : Σουγδιαία Sougdiée, en italien : Soldaia) est une ville de république autonome de Crimée, en Ukraine, occupée par la Russie depuis 2014, et une station balnéaire sur la mer Noire. Sa population s'élevait à 15 457 habitants en 2013.

## Géographie
Soudak est située au fond de la baie du même nom, au bord de la mer Noire, sur le littoral sud-est de la péninsule de Crimée. Elle se trouve à 39 km — 52 km par la route — au sud-ouest de Feodossia et à 70 km — 102 km par la route — à l'est de Simferopol. À l'instar de Fréjus-St-Raphaël en France, Soudak forme une même agglomération avec la commune voisine de Datchné à l'Est[réf. souhaitée].

La baie de Soudak, vue du cap Alchak. Septembre 2021.

## Histoire
Deux légendes circulent à propos de sa fondation : l'une l'attribue aux marchands et marins grecs venus de Byzance au VIe siècle av. J.-C., l'autre à des marchands sogdiens au IIIe siècle (les Sogdiens, de langue scythique, appartenant au groupe des langues est-iraniennes, ont joué dans l'Antiquité et au Moyen Âge un important rôle d'intermédiaires commerciaux en Asie centrale et notamment le long de la Route de la soie). Après avoir fait partie du royaume du Bosphore, de l'empire Pontique et de l'empire romain d'Orient, le site appartint aux Khazars entre l'an 707 et l'an 1016, lorsque les Byzantins en reprirent le contrôle.
La forteresse fut prise et pillée par les Coumans au XIe siècle, puis par les Mongols en 1223 et 1239. Mais sa position à l'une des extrémités occidentales de la route de la soie rendit à chaque fois sa reconstruction rentable. Vers 1265 Soudak devint un comptoir vénitien ; puis génois en 1365. Les Ottomans s'en emparèrent en 1475 dans la foulée de leur conquête de la principauté de Théodoros. Ils la cédèrent à leur allié le khanat de Crimée. Au XVIIIe siècle, la population était mi-pontique, mi-tatare, avec des minorités ouroumes, arméniennes tcherkessogaï et juives karaïm.
En 1783, Soudak passa avec toute la Crimée sous la souveraineté de l'Empire russe. En 1804, y fut ouverte la première école de viticulture de l'Empire. À l'issue de la Première Guerre mondiale, Soudak devint un enjeu de la guerre civile russe et connut des atrocités, puis la terreur rouge et des famines ; la ville se dépeupla en partie. Au cours de la Seconde Guerre mondiale, Soudak fut occupée par l'Allemagne nazie du 1er novembre 1941 au 13 avril 1944 et d'autres atrocités ciblèrent cette fois les partisans et les juifs. Staline fit déporter au Kazakhstan les Pontiques et les Tatars, remplacés par des colons russes et ukrainiens. Après sa mort, Soudak, désormais à majorité russe, devint une station balnéaire prisée et accéda au statut de ville en 1979.

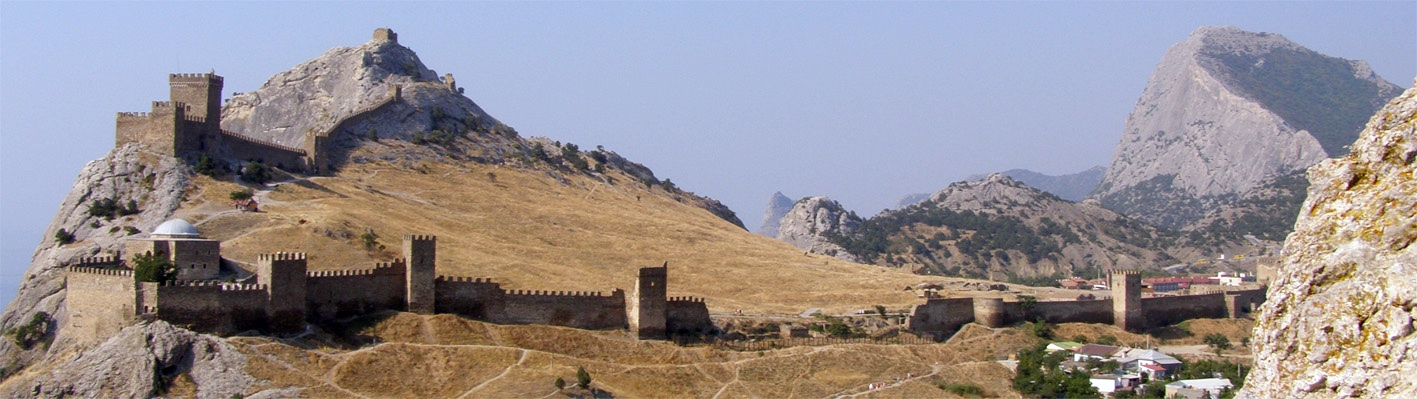
Forteresse de Soudak.

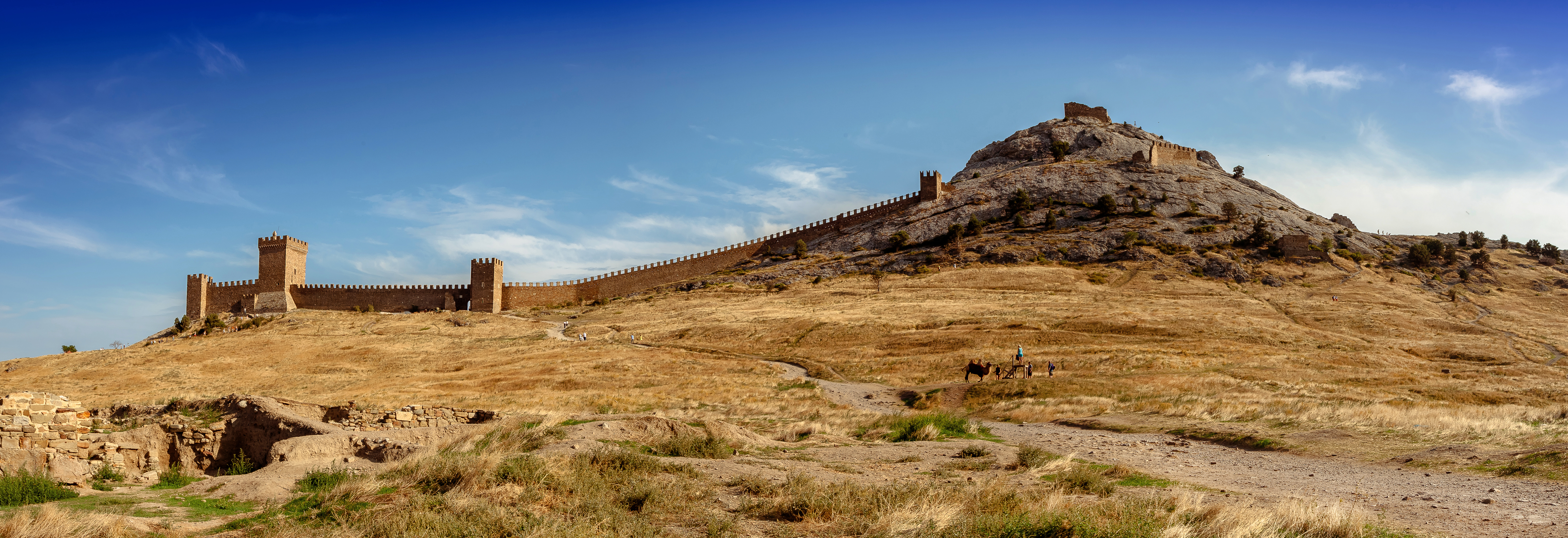
Forteresse de Soudak.

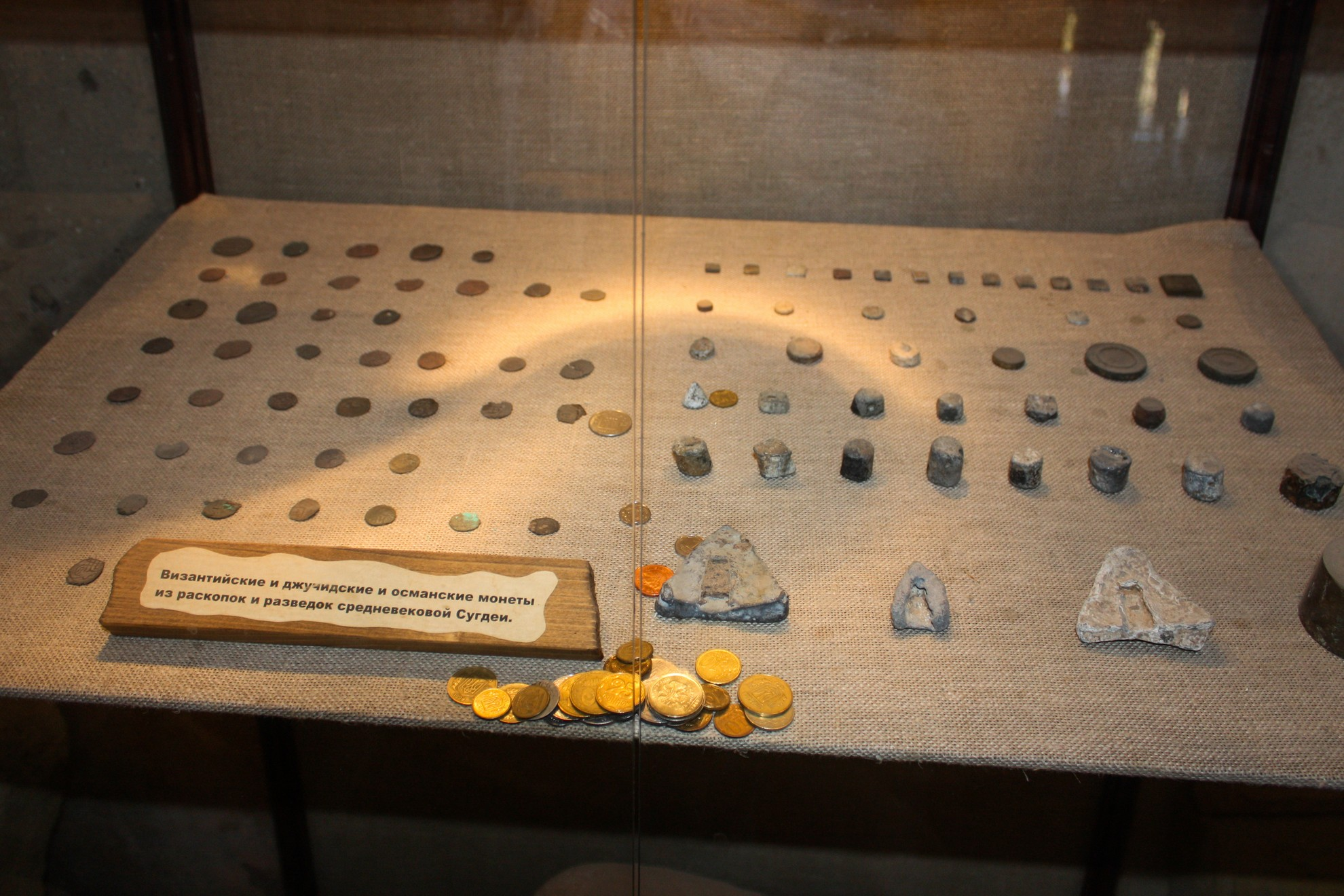
Et son musée.

## Population
Recensements (*) ou estimations de la population :
| 1923* | 1926* | 1939* | 1959* | 1970* | 1979*  |
| ----- | ----- | ----- | ----- | ----- | ------ |
| 1 148 | 1 877 | 3 247 | 3 612 | 9 802 | 11 281 |

| 1989*  | 2001*  | 2010   | 2011   | 2012   | 2013   |
| ------ | ------ | ------ | ------ | ------ | ------ |
| 15 399 | 14 495 | 15 171 | 15 300 | 15 368 | 15 457 |

## Tourisme
Soudak est devenue une destination touristique populaire : elle propose aux vacanciers ses plages, un long front de mer, un cadre montagneux et son imposante forteresse byzantino-génoise. Dans les environs, on peut visiter des coopératives viticoles pourvues de belles caves à vin. À 3 km à l'ouest de Soudak, Novyï Svet (« Nouveau monde » en russe) possède une réserve naturelle avec d'intéressantes grottes et de belles plages.

## Galerie

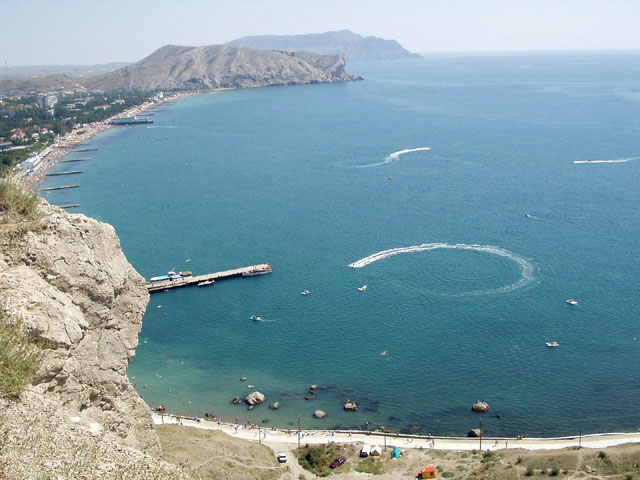
La baie de Soudak.
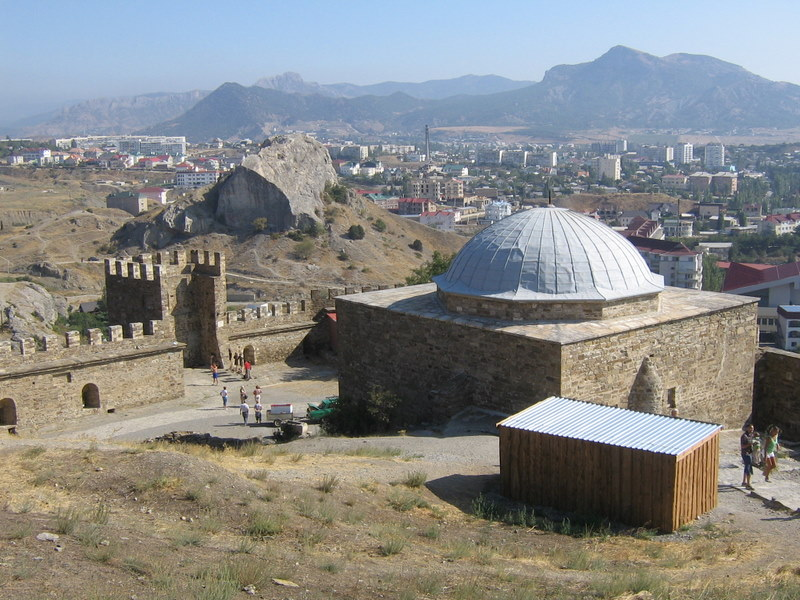
La forteresse avec Soudak à l'arrière-plan ; on aperçoit le temple à arcades église puis mosquée tatare (coupole) actuel musée.
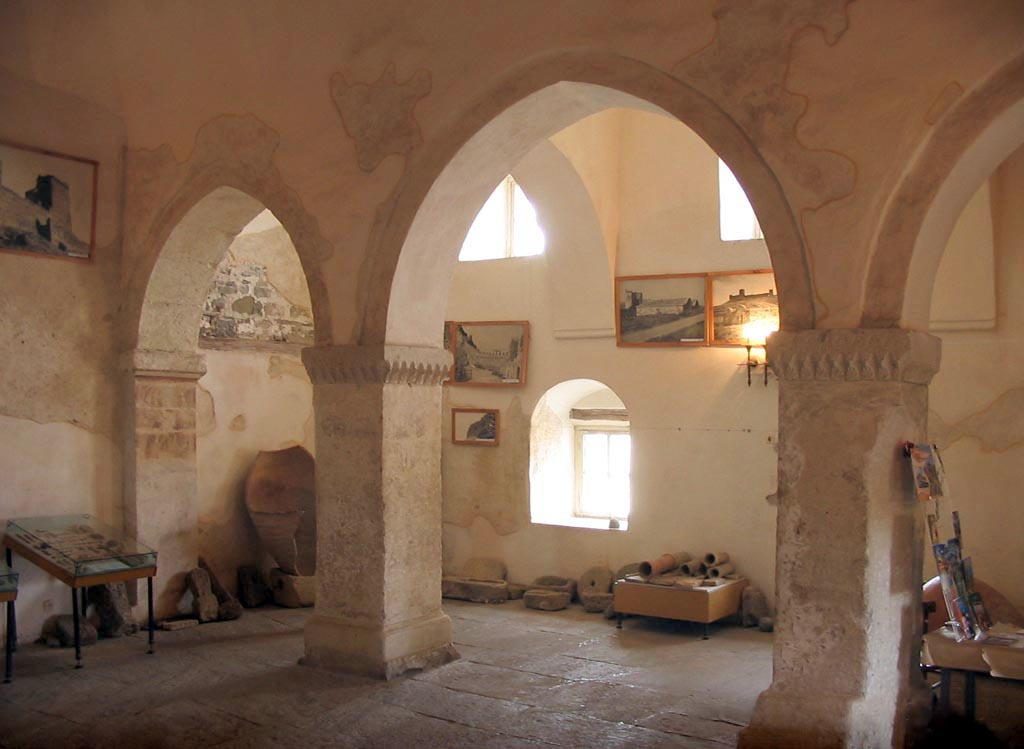
Intérieur de l'ancienne mosquée tatare.
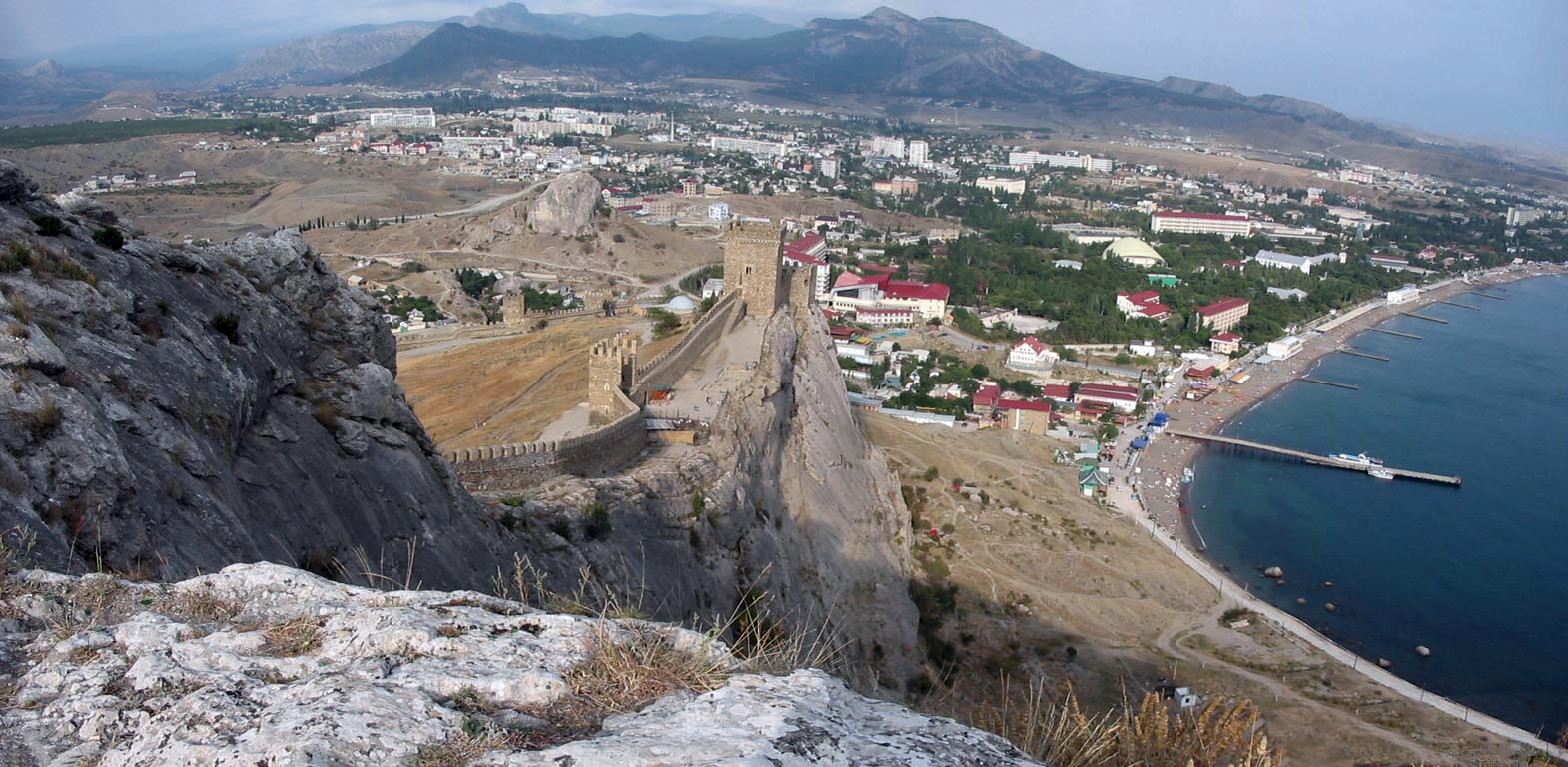
Soudak vue depuis la forteresse.
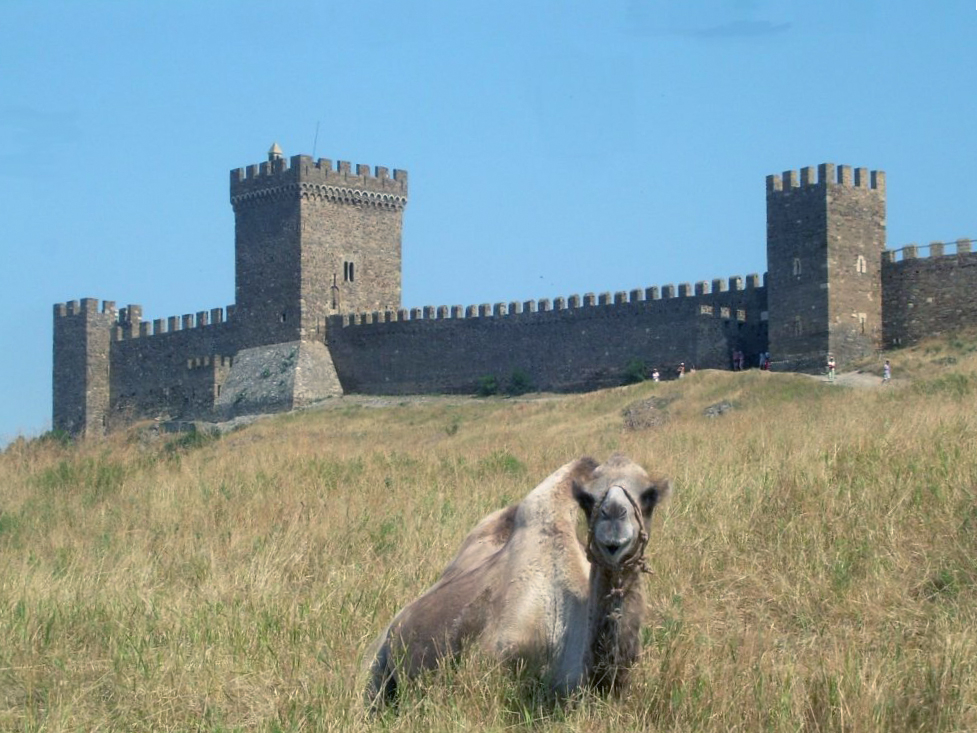
Chameau de Bactriane devant la forteresse de Soudak.
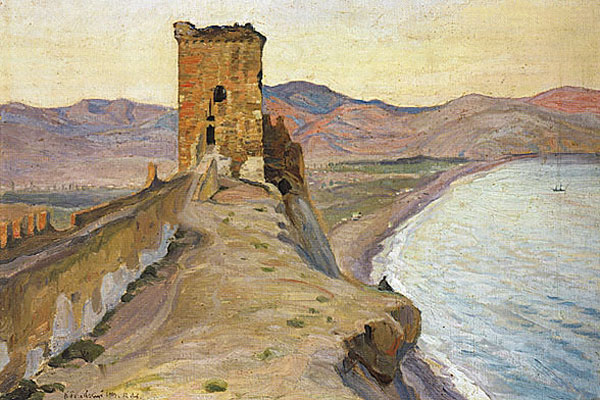
La Tour du Consul à Soudak, par Constantin Bogaïevski.
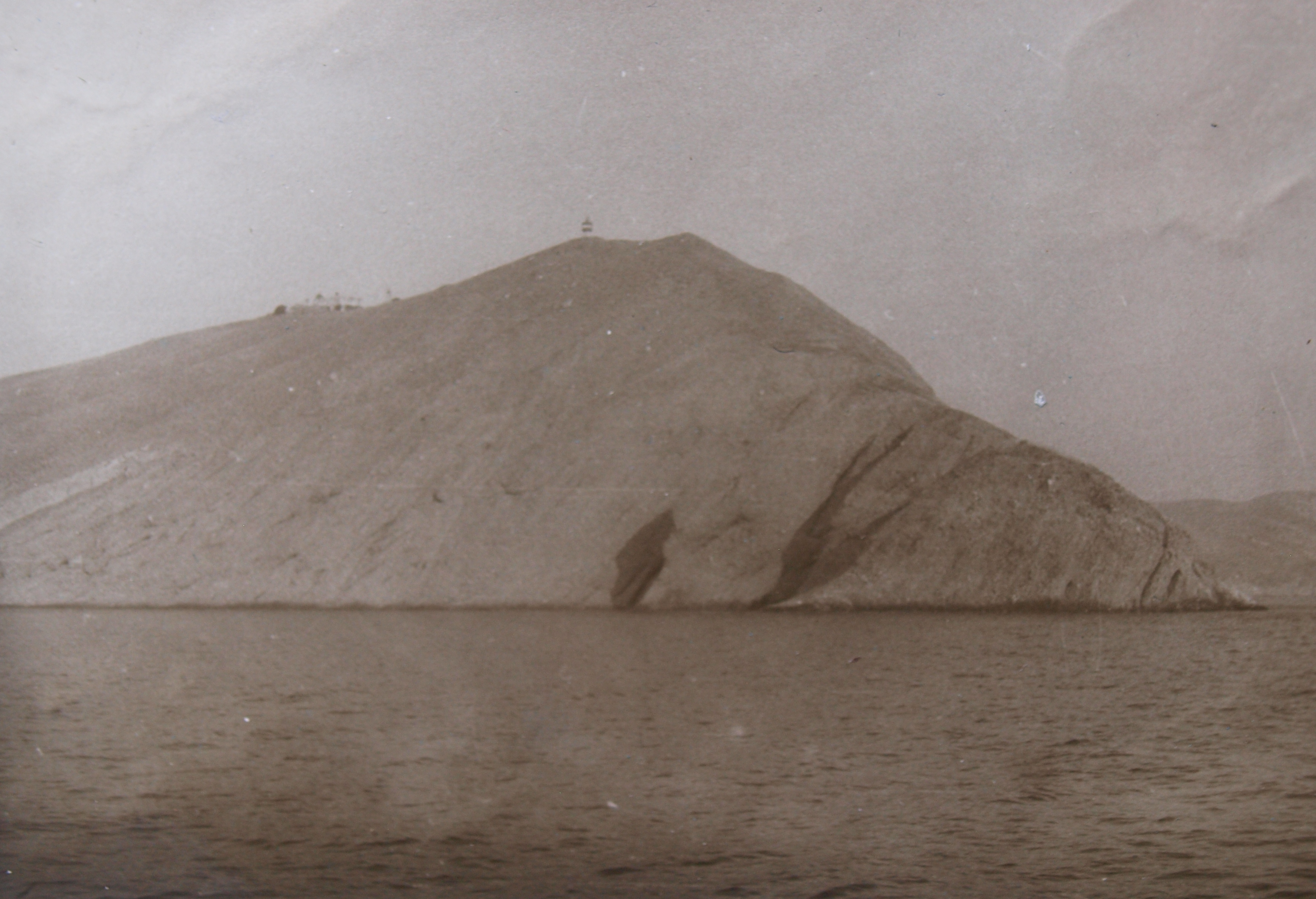
Le cap Méganom et son phare, site classé[2].
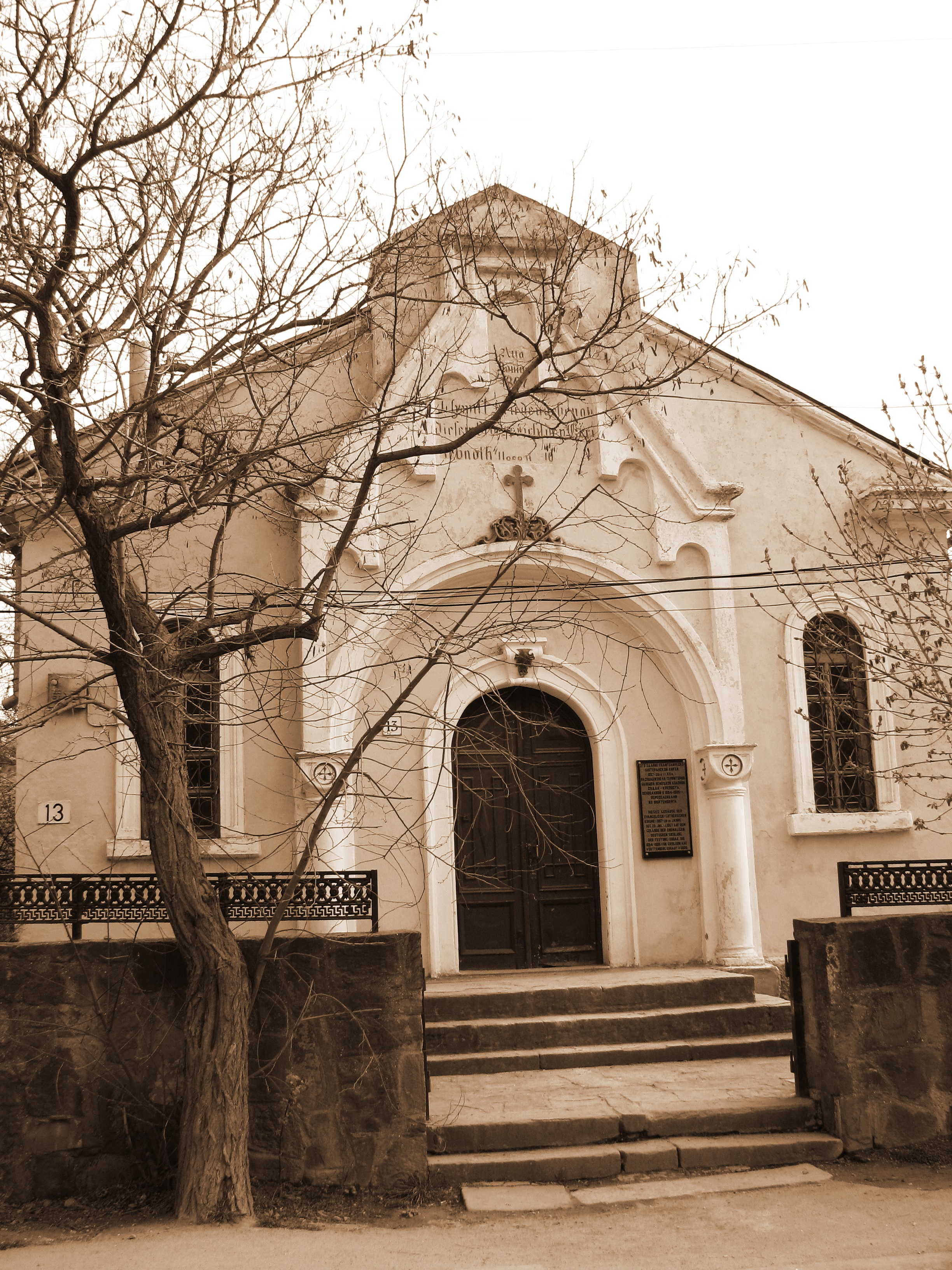
Église luthérienne, 1887 (dans la colonie allemande).